# Фейсал II
Фейсал II бен Гази (араб. فيصل الثاني‎; 2 мая 1935, Багдад — 14 июля 1958, дворец Каср ар-Рихаб, Багдад) — последний король Ирака с 4 апреля 1939 по 14 июля 1958. Из династии Хашимитов. Фельдмаршал иракской армии, адмирал флота и маршал ВВС (2 мая 1953). Убит в ходе военного переворота 14 июля 1958 года.

## Биография

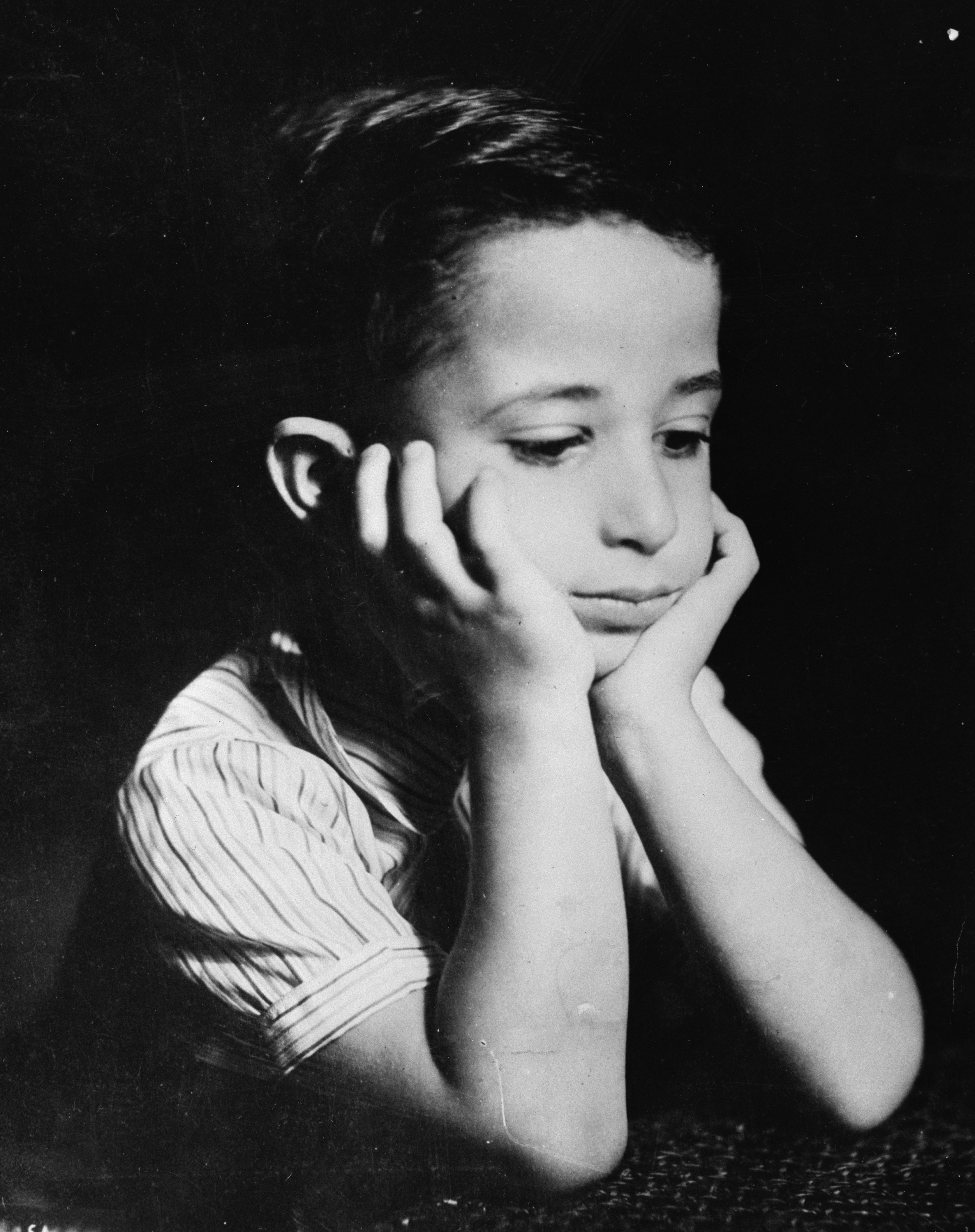
Фейсал в 1942 году

Фейсал был единственным сыном короля Гази I (погибшего в автокатастрофе 4 апреля 1939 года) и королевы Алии. Регентом при четырёхлетнем короле Фейсале II стал двоюродный брат покойного короля эмир Абд аль-Илах, тесно связанный с англичанами. Он оставался фактическим главой государства и после того, как Фейсал II в мае 1953 года официально взошёл на престол.
Безвольный и слабый король целиком находился под влиянием своего дяди Абд аль-Илаха. Большую часть времени Фейсал страдал от астмы.

### Вторая мировая война и военный переворот 1941 г.
Детство Фейсала совпало со Второй мировой войной, в которой Хашимитское королевство было формально связано с Британской империей и её союзниками. В апреле 1941 года его дядя регент Абд аль-Илах был на короткое время свергнут в результате военного переворота, целью которого было объединить Ирак с державами Оси. Переворот 1941 года в Ираке вскоре привел к англо-иракской войне. Немецкая помощь оказалась недостаточной, и Абд аль-Илах был возвращён к власти объединёнными силами британских союзников, состоявшими из иорданского арабского легиона, королевских военно-воздушных сил и других британских подразделений. Ирак возобновил свой британский альянс и в конце войны вступил в ООН.

### Ирак в период 1950—1958 гг.
Фейсал II достиг своего совершеннолетия 2 мая 1953 года, начав свое активное правление с небольшим опытом и в условиях меняющегося политического и социального климата в Ираке, усугубленного быстрым развитием панарабского национализма.
Начало 1950-х годов во всём арабском мире было отмечено новым подъёмом национально-освободительной борьбы. Возникли организации сторонников мира и массовые демократические организации. Были созданы также филиалы таких общеарабских националистических леворадикальных организаций, как Партия арабского социалистического возрождения (ПАСВ или БААС), Движение арабских националистов (ДАН) и др.
В ноябре 1949 года Нури ас-Саид создал свою партию Конституционный союз, а в июне 1951 года оформилась Национально-социалистическая партия Салеха Джабра. Но ни он, ни его партия не были социалистическими. Данная партия являлась частью олигархии и зависела от поддержки регента и Нури ас-Саида.
Однако осенью 1952 года правительство согласилось на проведение прямых выборов в парламент. Выборы состоялись 17 января 1953 года, в их ходе было оказано грубое давление на избирателей, что позволило провести в парламент сторонников монархического режима. Под давлением антиправительственных выступлений в 1954 году власти вынуждены были распустить парламент и назначить новые парламентские выборы. На июньских выборах победу одержал Единый национальный фронт, представлявший НДПИ, Партию независимости и организации сторонников мира, женщин и молодёжи, а также коммунистов (в качестве самостоятельной организации ИКП во Фронте не участвовала). Парламентские выборы проходили под лозунгом ликвидации британского военно-политического и экономического засилья в Ираке, проведения демократических реформ и независимой внешней политики. Монархическая верхушка Нури ас-Саида решилась пойти на государственный переворот. В августе 1954 года она заявила о роспуске только что избранного парламента и запретила деятельность всех политических партий.
С мая 1954 года в стране действовал антиконституционный закон о печати, сильно ограничивавший свободу слова. Бедность и нищета большей части населения, малоземелье крестьян-феллахов ещё более накаляли социальную обстановку.
Монархический Ирак пошёл на более тесное сближение с режимами соседних мусульманских стран. В 1955 году при активном участии Англии в Багдаде был оформлен военно-политический блок с участием Ирака, Ирана, Турции и Пакистана. В соответствии с англо-иракским соглашением 1955 года, заменившим договор 1930 года, Англия сохраняла военно-политический контроль над Ираком и втягивала его в свои агрессивные акции на Ближнем и Среднем Востоке, что вызывало недовольство иракского народа.
Выступления за выход Ирака из Багдадского пакта объединили многие силы страны.
Манифестации и забастовки протеста в ноябре 1956 года переросли в беспорядки в поддержку Г.А. Насера во время Суэцкого кризиса. Коммунисты и националисты вышли на улицы в Наджафе и вскоре после протестов распространились на Мосул и Сулейманию. В ноябре 2 демонстранта были убиты и еще один ранен. В декабре беспорядки распространились на г. Эль-Хай. Беспорядки закончились после того, как они были разогнаны полицией. Хотя данные демонстрации и были подавлены, оно убедило оппозицию в необходимости объединения в совместных политических действиях и антиправительственных акциях.
С 1954 года среди политических сил Ирака выделилось национальное отделение арабской Партии арабского социалистического возрождения (ПАСВ Баас). Баасисты выдвигали простые и понятные лозунги, они обещали народу провести социальные реформы. Их партия становилась популярной среди населения. Авторитет партии возрос в связи с активным участием в движении против англо-франко-израильского военного вторжения в Египет в 1956 году. Наибольшую поддержку ПАСВ нашла среди мелкой буржуазии и сторонников идеи арабского национализма.
Политическое положение Фейсала II ухудшилась в 1956 году с восстаниями в городах Наджаф и Эль-Хай. Между тем, атака Израиля на Египет, скоординированная с Великобританией и Францией в ответ на национализацию Насером Суэцкого канала, только усугубила народное отвращение к Багдадскому пакту и, таким образом, к режиму короля Фейсала. Оппозиция начала координировать свою деятельность; в феврале 1957 года был создан «Фронт национального единства», объединявшая национал-демократов, независимых, коммунистов и партию «Баас». Аналогичный процесс произошел в офицерском корпусе Ирака с образованием «Верховного комитета свободных офицеров». Правительство Фейсала II стремилось сохранить лояльность военных посредством щедрых льгот, но это оказалось все более неэффективным, поскольку все больше и больше офицеров сочувствовали зарождающемуся антимонархистскому движению.
В декабре 1957 года, когда Фейсалу II доложили о том, что среди силовиков растёт недовольство режимом, он приказал выдавать боеприпасы лишь тем частям, которые направляются на боевые задания.
Первоначально Фейсал II полагался на политические советы своего дяди принца Абд аль-Илаха и Нури ас-Саида, опытного политического деятеля и националиста. Поскольку в 1950-х годах доходы от нефти увеличились, король и его советники решили инвестировать богатство в проекты развития, которые, по утверждению некоторых исследователей, все больше отталкивали быстро растущий средний класс и крестьянство. Коммунистическая партия Ирака усилила свое влияние. Но, несмотря на это, монархический режим казался незыблемым. Постоянно растущий разрыв между богатством политической элиты, землевладельцев и других сторонников режима, с одной стороны, и бедностью рабочих и крестьян, с другой, усилили оппозицию правительству Фейсала II. Поскольку высшие классы контролировали парламент, реформисты всё чаще рассматривали революцию как свою единственную надежду на улучшение. Египетская революция 1952 года под предводительством Гамаля Абделя Насера дала толчок аналогичному начинанию в Ираке.
Рост популярности египетского президента Насера стал создавать угрозу монархии в Иордании. После того как в феврале 1958 года Египет и Сирия договорились о создании Объединённой арабской республики, иракский и иорданский монархи решили создать альтернативное образование: Арабскую федерацию Ирака и Иордании, которую возглавил бы 23-летний король Ирака Фейсал II, как старший член Хашимитской династии. Его правление в новом качестве продлилось пять месяцев.
Когда Фейсал II, опасаясь угрозы со стороны Сирии, запросил военную помощь у Иордании, генерал Абдель Керим Касем воспользовался этой ситуацией для осуществления переворота.

### Экономическая политика
В середине 1950-х годов в Ираке наблюдалось бурное развитие нефтяного сектора, от которого зависело всё развитие остальных секторов экономики. Концессия «Иракской нефтяной компании» (ИНК) была пересмотрена, которая дала Ираку большую долю доходов от нефти. После внесения изменений, согласованных в феврале 1952 года, доход Ирака на тонну более чем удвоился.
Создание «Совета по развитию» в 1950 году, отражавшая экономическую ориентацию режима, и последующее введение в действие ряда планов развития были призваны улучшить инфраструктуру Ирака и задействовать его сельскохозяйственный потенциал. Однако вклад нефтяной промышленности в национальный доход был неравномерным. Нефтяная промышленность была вынуждена закупать почти всё основное оборудование за пределами самого Ирака и использовала относительно небольшую рабочую силу, значение которой в национальном масштабе была невелика. Больше всего от роста доходов от нефти выиграли те, в чьих руках находилась огромная экономическая власть и тем самым контролировала государство. Такие люди, как Нури ас-Саид, в значительной степени определяли, как эта власть должна была быть использована и кто получал от этого выгоду.

## Революция 1958 года и свержение монархии
В начале февраля 1957 года либерально-националистические Национально-демократическая партия и Партия независимости, левонационалистическая ПАСВ и компартия приняли решение объединиться во Фронт национального единства (ФНЕ). ДПК из-за недоверчивого к ней отношения буржуазных участников Фронта не вошла в него, но поддерживала с ним связь через ИКП. Программа ФНЕ предусматривала отстранение от власти Нури Сайда, выход страны из Багдадского пакта и осуществление демократизации политического строя, освобождение Ирака от иностранного вмешательства, проведение политики позитивного нейтралитета. Программа ФНЕ получила поддержку со стороны националистических организаций и нелегальной армейской организации «Свободные офицеры». Националистически настроенные иракские военные во главе с генералом А. К. Касемом и полковником А. С. Арефом выступили против правящего режима. Военное выступление было согласовано с руководством ФНЕ.
Выступление произошло в ночь с 13 на 14 июля 1958 года, накануне вылета короля Фейсала II и премьер-министра Нури Саида из Багдада в Стамбул для подписания соглашения о присоединении Ирака к интервенции Турции против Ливана.
13 июля до поздней ночи в королевском дворце Каср ар-Рихаб шёл пышный банкет в честь отъезда в Стамбул короля Фейсала II, Нури Саида и Абд аль-Илаха на совещание стран — участниц Багдадского пакта, назначенного на 14 июля 1958 года в Стамбуле. В багдадском аэропорту заканчивались последние приготовления самолёта, который должен был доставить иракскую делегацию в Турцию. Все это происходило в канун свадьбы монарха. Пока во дворце шло веселье, группа офицеров иракской армии во главе с бригадиром Абдель Керимом Касемом ввела свои части на улицы иракской столицы, захватила правительственные здания и подвергла обстрелу королевский дворец Каср ар-Рихаб. После того как снарядами были снесены верхние этажи здания и сопротивление охраны было сломлено, во внутренний двор спустилась королевская семья во главе с монархом Фейсалом II и его дядей, наследным принцем Абд аль-Илахом, и наиболее приближённые придворные, каждый из них держал над головой Коран. К ним подошли несколько офицеров и приказали повернуться к стене дворца. Лейтенант Абдель Саттар аль-Абоси без приказа открыл огонь из пулемётов и расстрелял почти всю королевскую семью. Фейсал II скончался позже от ран в больнице, куда его доставили. Затем тело Фейсала II выставили на всеобщее обозрение перед его бывшей резиденцией. В отличие от других представителей королевской семьи, над трупом молодого короля не стали глумиться, тайно предав его земле.
37-летнему правлению Хашимитской династии в Ираке пришёл конец. После бойни во дворце Каср ар-Рихаб выжила случайно лишь супруга принца Абд-аль-Иллаха. Раненую жену бывшего регента заговорщики приняли за мёртвую и оставили лежать под грудой тел расстрелянных родственников. В числе чудом уцелевших членов королевской семьи оказался двоюродный брат Фейсала II, шариф Али бен Хусейн. Приехавшие на свадьбу члены семейства Хусейна и Бадии укрылись в посольстве Саудовской Аравии — страны, некогда низвергнувшей и изгнавшей деда Бадии. Вскоре они перебрались в Ливан.
Восставшие провозгласили Ирак независимой республикой. В состав республиканского правительства вошли представители высшего офицерства и деятелей ФНЕ. Было заявлено о выходе Ирака из Багдадского пакта, о ликвидации иностранных военных баз на иракской территории. Главой государства назначался А.К. Касем. 26 июля была введена временная конституция, закреплявшая республиканские завоевания и провозгласившая равенство всех граждан перед законом. Говоря о революции, генерал Касем сказал: «Это народное демократическое, социалистическое и националистическое движение».
Во главе государства стал президент, он же являлся председателем Национального совета революционного командования — высшего законодательного органа страны. Исполнительная власть осуществлялась Советом министров, члены которого назначались президентом.
Июльские революционные события 1958 года можно характеризовать как антиколониальную национальную революцию, успех которой обеспечило участие в ней широких народных масс и единство оппозиционных монархии сил.

### Реакция Иордании, Ирана и Ливана на военный переворот в Ираке
Иракская революция встревожила короля Иордании Хусейна I, чья страна была объединена с Ираком в феврале 1958 года. Первой причиной для тревоги было жестокое убийство короля Фейсала II (двоюродного брата короля Хусейна I), принца Абд аль-Илаха, Нури ас-Саида, членов королевской семьи и последующие истории о зверствах над монархистами. Второй причиной для беспокойства были радиопередачи «Радио Багдада», критиковавшая короля Хусейна I как «предателя и агента империализма» и призывавшая иорданский народ свергнуть своего короля. Третьим был тот факт, что первым государством, которое дало дипломатическое признание новой Иракской Республике, было ОАР. К 17 июля король Хусейн I запросил военную помощь, которая имела две формы: прибытие английских десантников и обеспечение нефтепродуктами при помощи самолетов США. Дело в том, что, в результате переворота в Багдаде Иордания утратила доступ к своим иракским запасам топлива и была вынуждена полагаться на топливо из Ливана, перевозимое самолетами, пролетающими над Израилем.
Важность Ливана для Ирана возросла после иракского переворота, когда глава внешней разведки САВАК полковник Хасан Пакраван инициировал усилия по восстановлению Хашимитской монархии. С этой целью майор Моджтаба Пашай, глава ближневосточного отделения САВАК, которого изредка сопровождал глава САВАК бригадный генерал Теймур Бахтияр и его помощник полковник Хасан Алави-Кия, раз в месяц посещал Бейрут, где он встречался с иракскими изгнанниками, среди них были: Абдул Хади Чалаби, Абдул Карим Усри, Али Джавдат аль-Айюби (бывший премьер-министр), Сулейман Тауфик ас-Сувейди, Ахмад Мухтар Бабан, Махмуд Мухтар Бабан и генерал-майор Абдул Маджид. Майор Исса Педжман (директор бюро САВАК по делам курдов в 1957-1962 годы) также отправится в Ливан, чтобы встретиться там с иракскими курдами. Переговоры с иракцами привели к незначительным действиям, так как иранцы пришли к пониманию, что у старой элиты не было реальной социальной базы поддержки. САВАК добился большего успеха работая курдами, в обмен на иранскую поддержку начав вооружённую борьбу против режима Касема, который отказался предоставить курдам административное самоуправление. Сторонники муллы Мустафы Барзани вскоре вступили в войну с иракским правительством. В какой-то момент 80 % иракских военных было развернуто против курдов. Курды также использовались для сбора разведданных об иракском режиме.
Такой поворот событий был слишком сложным для Камиля Шамуна, и он обратился к Соединенным Штатам с призывом выполнить свое прежнее обязательство перед ним вмешаться в военном отношении в случае необходимости. Король Саудовской Аравии Сауд ибн Абдул-Азиз Аль Сауд выдвинул аналогичные требования от имени Шамуна. Соединённые Штаты ответили высадкой американских войск, начавшейся 15 июля. Высадка американских войск была совершена, несмотря на признание США негативной реакции арабов, которую может вызвать такой акт. Но официальные лица США понимали, что их ближневосточные союзники потеряют уверенность в ценности дружбы с США, если не будут предприняты какие-либо действия. Кроме того, Соединённые Штаты считали, что события в Багдаде были делом рук насеристов.

## Интересные факты
В конце декабря 2007 года был найден автомобиль марки «Роллс-Ройс», принадлежавший последнему королю страны Фейсалу II. Автомобиль обнаружили случайно в ходе рутинной операции сил безопасности в районе Хор-Раджаб к югу от Багдада. «Роллс-Ройс» бывшего короля Ирака был произведён по специальному заказу в 1956 году. Машину доставили в столицу, где она заняла причитающееся ей место в Национальном музее.